# 휴온스
휴온스(Huons Co., Ltd.)는 2016년에 설립한 대한민국의 완제 의약품 제조업체이다. 본사는 경기도 성남시에 있으며, 국소마취제, 점안제, 개량신약 및 제네릭 의약품등 국내 병의원, 약국에서 공급하는 의약품 및 에스테틱 제품을 판매하는 제약회사이다. 본사는 경기도 성남시 수정구 창업로 17에 위치해 있으며 대표이사는 송수영이다.

## 자회사
크리스탈생명과학

## 역사
- 1965년 - 광명약품공업사
- 1987년 - 광명약품공업주식회사
- 1999년 - 광명제약주식회사
- 2003년 - 주식회사 휴온스
- 2016년 - 주식회사 휴온스 분할

## 상장
2006년 12월 19일에 공모가 9,300원에 코스닥 시장에 상장하였다.

## 같이 보기
- 휴메딕스
- 휴엠앤씨